# Radio Company
"Radio Company" é uma banda de rock americana formada em 2018 em Austin, Texas, como uma colaboração entre o ator Jensen Ackles e o cantor Steve Carlson. Amigos de longa data, os dois têm escrito e se apresentado juntos há quase 15 anos. "Sounds of Someday", o primeiro single promocional do grupo, foi lançado no dia 7 de novembro de 2019, como tema do 4 episódio da 15ª temporada de Supernatural.

## Carreira
Enquanto eram colegas de quarto em Los Angeles, os dois desenvolveram uma conexão preciosa em escrever músicas juntos. O premiado Documentário de Carlson, intitulado Different Town (2014), foi inspirado na canção, de mesmo título, que foi escrita pelos dois em viagem. Alguns anos depois, Ackles e Carlson se mudaram para Austin, e durante um período de férias do ator, eles decidiram formar a Radio Company.
O primeiro disco da dupla, intitulado “Radio Company Vol. 1“, foi lançado em 8 de novembro de 2019 e álbum contem 10 faixas, trazendo uma proposta que mescla o blues com o rock n’ roll e algumas pitadas de música country. O álbum foi gravado no lendário Arlyn Studios, e outros músicos do álbum também incluem: Chris Masterson (Steve Earle, Son Volt, Shooter Jennings), Bukka Allen (Jack Ingram, Ryan Bingham, Joe Walsh), Warren Hood (Little Feat, Lyle Lovett, Bruce Robison, Alejandro Escovedo, Joe Ely), Brian Standefer (Ryan Bingham, Ben Kweller, Reckless Kelly).

A música "Sounds of Someday", primeira faixa do disco, estreou um dia antes da data de lançamento do álbum, pois foi usada como tema do quarto episódio dirigido por Ackles da 15ª temporada de Supernatural. Com riffs de guitarra semelhantes a “House of the Rising Sun” do The Animals, a música é o suficiente para enviar arrepios na espinha do ouvinte. Quando perguntado sobre como a faixa foi incluída na série, Jensen falou:
“Para ser honesto, nosso editor perguntou sobre isso. Ele disse: 'Eu sei que você fez alguma música durante o intervalo, você acha que poderíamos pegar algum trecho e ligá-la a série?' Eu não estava planejando isso, não estava insistindo e, na verdade, nem contamos a Bob ou Andrew ou qualquer outra pessoa. Nós apenas flutuamos lá e esperamos para ver se alguém dizia, 'Eu realmente não ligo para essa música, eu não sei quem é', mas ninguém disse isso."
Em 23 de novembro, o álbum ficou na posição de número #18 da parada Top Rock Albums e foi número #151 na parada da Billboard 200. A dupla anunciou que iria fazer um “Vol. 2", e o mesmo foi lançado em 7 de maio de 2021. Em fevereiro de 2022, a banda anunciou que estava trabalhando em um terceiro álbum. "Keep On Ramblin" foi lançado em 24 de fevereiro de 2023.
Eles fizeram sua apresentação de estreia ao vivo em Nashville no dia 19 de dezembro de 2022, no Analog at Hutton Hotel. Em 15 de junho de 2023, a Radio Company anunciou que a apresentação em Nashville estava sendo preparada para o lançamento de seu primeiro álbum ao vivo. Um álbum duplo de 17 faixas, intitulado "Radio Company - Live from Nashville", foi lançado em 24 de novembro de 2023. 

## Discografia

### Álbuns de estúdio
| Título           | Detalhes |
| ---------------- | --- |
| Vol. 1           | - Lançamento: 8 de novembro de 2019 - Gravadora: Two Chair Entertainment, LLC - Formato: Disco de vinil, download digital |
| Vol. 2           | - Lançamento: 7 de maio de 2021 - Gravadora: Two Chair Entertainment - Formato: Disco de vinil, download digital          |
| Keep On Ramblin' | - Lançamento: 24 de fevereiro de 2023 - Gravadora: Two Chair Entertainment - Formato: Disco de vinil, download digital    |

### Álbuns ao Vivo
- Radio Company - Live from Nashville (2023)